# Pusher 3 - L'angelo della morte
Pusher 3 - L'angelo della morte (Pusher 3) è un film del 2005 scritto e diretto da Nicolas Winding Refn, terzo ed ultimo capitolo dell'omonima trilogia uscito a nove anni di distanza dal primo capitolo e ad appena un anno dal secondo.

## Trama
Milo, dietro un'apparenza rispettabile, nasconde il fatto di essere uno dei più importanti boss della droga a Copenaghen. Proprio mentre è immerso nei preparativi per la festa che sta organizzando in occasione dei venticinque anni di sua figlia, Milo vede la sua posizione messa in pericolo da alcuni giovani immigrati albanesi che stanno tentando di togliergli tutto il potere che ha conquistato negli anni con il commercio di droga. Sempre fingendosi tranquillo mentre festeggia sua figlia, Milo deve lottare per non perdere il predominio e, allo stesso tempo, tenta di smettere di consumare droga frequentando un gruppo di sostegno.

## Produzione
La decisione del regista Nicolas Winding Refn di realizzare il secondo e il terzo film della trilogia Pusher ha origine dall'insuccesso dei due film Bleeder e Fear X, che aveva realizzato nel frattempo.  Questi gli avevano causato un notevole dissesto finanziario proprio mentre Pusher diventava sempre più un cult fra gli appassionati. Il motivo del ritorno a questo mondo però non è solo di natura commerciale, in particolare il terzo capitolo è un insieme della violenza straripante del primo capitolo e l'approfondimento psicologico del secondo. Il film, esattamente come gli altri due capitoli, è stato girato in ordine cronologico per far immedesimare ancor di più gli attori nel ruolo. Per la stessa ricerca di autenticità i personaggi che si trovano agli incontri dei Tossicodipendenti Anonimi sono veri ex-dipendenti da droghe.

## Accoglienza

### Critica
Il film è stato accolto in modo positivo da parte della critica cinematografica. Secondo l'aggregatore di recensioni Rotten Tomatoes, il film ha ottenuto un indice di apprezzamento del 93% e un voto di 7,80 su 10 sulla base di 15 recensioni. Su Metacritic, il film ha ottenuto un voto di 72 su 100 sulla base di 10 recensioni.
Noel Murray di AV Club gli assegna la valutazione A-, ritenendolo il migliore della trilogia e asserendo che «giustifica praticamente l'intera serie». Di parere opposto, Peter Bradshaw (The Guardian) dà al film due stelle su cinque: «è tutto presentato con un certo stile e c'è un'immagine fin troppo credibile della vita di strada dell'Europa orientale e centrale. Ma tutto si esaurisce piuttosto debolmente. Refn offre alcuni shock – ma non lo shock del nuovo».